# روبرت ويكيويسز
روبرت ويكيويسز (بالبولندية: Robert Więckiewicz)‏ (و. 1967 – م) هو ممثل من بولندا .

## روابط خارجية
- روبرت ويكيويسز على موقع IMDb (الإنجليزية)
- روبرت ويكيويسز على موقع قاعدة بيانات الأفلام العربية
- روبرت ويكيويسز على موقع ألو سيني (الفرنسية)
- روبرت ويكيويسز على موقع أول موفي (الإنجليزية)
- روبرت ويكيويسز على موقع قاعدة بيانات الفيلم (الإنجليزية)
- روبرت ويكيويسز على موقع كينوبويسك (الروسية)